# Prins Ludvig af Bayern (1913–2008)
Prins Ludvig af Bayern (tysk: Ludwig Karl Maria Anton Joseph Prinz von Bayern) (født 22. juni 1913 på Schloss Nymphenburg i München, Bayern, død 17. oktober 2008 på Schloss Leutstetten ved Starnberg, Oberbayern) var medlem af det wittelsbachske fyrstehus, der var Bayerns kongehus indtil 1918. 

## Forældre
Prins Ludvig var søn af prins Franz Maria Luitpold af Bayern (1875–1957) og prinsesse Isabella Antonie af Croÿ (1890–1982). Han var sønnesøn af Ludvig 3., der var den sidste konge af  Bayern. 

## Familie
Prins Ludvig giftede sin med sin kusine prinsesse Irmingard af Bayern (den ældste overlevende datter af Rupprecht, kronprins af Bayern). Prins Ludvig og prinsesse Irmingard fik tre børn, men kun én af dem - Luitpold af Bayern (nummer to i den wittelsbachske arvefølge) - overlevede den tidligste barndom. 
Ludvig og Irmingard blev desuden bedsteforældre til prins Ludvig Henrik af Bayern (nummer tre i den wittelsbachske arvefølge).